# Classe Conejera

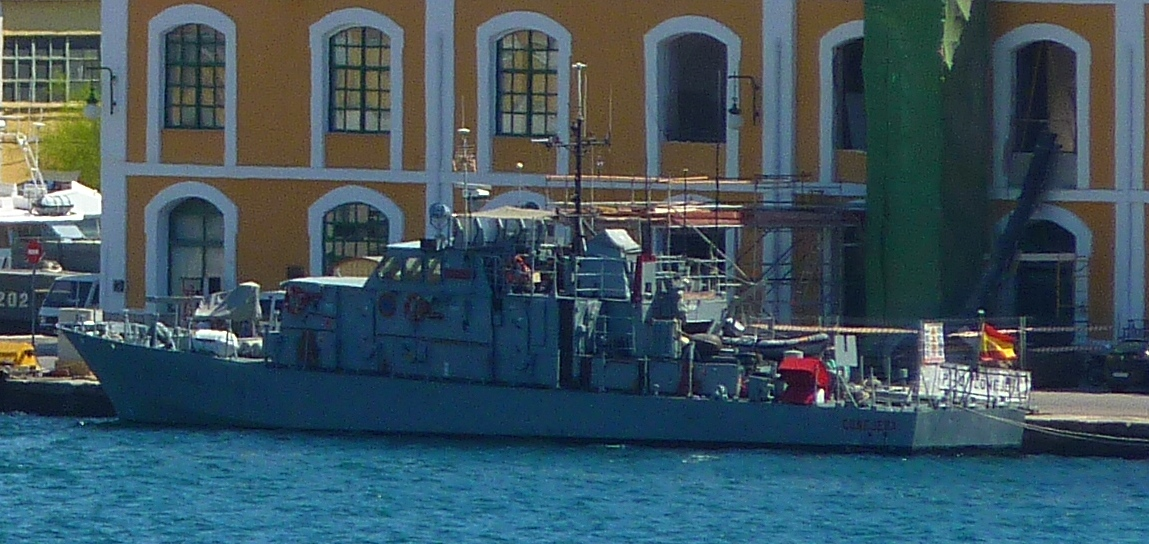
Le Conejera P-31 transféré au Sénégal en 2012.

La classe Conejera est une classe de patrouilleur  de haute mer (hauturier) de l'armada espagnole construite en Espagne.

## Description
Les premiers exemplaires sont livrés à la marine espagnole en 1981.
L'Espagne cède à la marine sénégalaise le Conejera P-31 (renommé Lac de Guiers) le 21 février 2012, afin de lui permettre de renforcer ses moyens contre le trafic illicite et de lutter contre le nouveau phénomène de piraterie que connait les cotes ouest-africaines. Il a été vendu au prix symbolique de 100 euros.
Le Dragonera P-32 a été cédé au Mozambique la même année et mit en service après modernisation le 31 mai 2013.

## Dotation
| Identifiant      | Nom        | Date de mise sur quille | Date d'entrée en service | Date de retrait du service |
| ---------------- | ---------- | ----------------------- | ------------------------ | -------------------------- |
| P-31 (Ex PVZ-31) | Conejera   | 9-09-1981               | 31-12-1981               | 3-12-2010                  |
| P-32 (Ex PVZ-32) | Dragonera  | 25-09-1981              | 31-12-1981               | 3-12-2010                  |
| P-33 (Ex PVZ-33) | Espalmador | 11-01-1982              | 10-05-1982               | 11-06-2010                 |
| P-34 (Ex PVZ-34) | Alcanada   | 10-02-1982              | 10-05-1982               | 11-06-2010                 |